# 箒星
《箒星》（日语：箒星），是日本樂團Mr.Children的第28張單曲。2006年7月5日發行。

## 簡介
「箒星」是「掃把星」或者「彗星」之意。歌曲《箒星》的PV收錄於初回限定盤附錄的DVD《箒星 -Ordinary Beauty-》中，由丹下紘希監督。講述其貌不揚的男女主角——一個是大廈的清潔工人，一個是超市的收銀員——他們都渴望愛情，互相傾慕，但是由於感到自卑而一直不敢向對方表白。後來出現他們各自的十多個「分身」，鼓勵他們拿出自信，跨越那道門坎。
《箒星》是2006年世界盃足球賽日本國家足球隊的主力球員中村俊輔出演的豐田汽車廣告《展翼》（トビラを開けよう）的廣告歌，同時也是日本電視台（NTV）的德國世界盃節目的主題曲。
總銷量為41.98萬張，是2006年度日本單曲銷量第12位。《箒星》在2006年最受歡迎商業歌曲評選中排行第3位。

## 收錄曲目
1. 箒星
作詞、作曲：櫻井和壽；編曲:小林武史 & Mr.Children
2. 綻放
作詞、作曲：櫻井和壽；編曲:小林武史 & Mr.Children
3. my sweet heart
作詞、作曲：櫻井和壽；編曲:小林武史 & Mr.Children

## 外部連結
- 唱片介紹 （页面存档备份，存于） Mr.Children官方網站